# Пуршье, Марсель
Андре Эжен Марсель Пуршье (фр. André Eugène Marcel Pourchier; 1 июня 1897, Бойль — 1 сентября 1944, концлагерь Нацвейлер-Штрутгоф) — французский офицер (подполковник посмертно), участник французского сопротивления во время Второй мировой войны.

## Биография
Марсель был членом клуба зимних видов спорта Бойля и егерем альпийских солдат. На Олимпийских играх 1928 года в швейцарском Санкт-Морице, как лейтенант он был лидером французской патрульной команды, которая заняла последнее 9-е место.
В 1930 году он спроектировал первый трамплин в своём родном городе, который стоит до сих пор. В 1932 году был назначен начальником французской школы горной войны École de Haute Montagne (EHM) в Шамони. Школа была основана для специальной подготовки лыжных взводов разведки. За время работы им были разработаны новые методы ведения войны в горах, методы обучения разведчиков и создана новая экипировка для ведения боевых действий в горной местности.
Во время Второй мировой войны являлся участником Французского движения сопротивления, был схвачен немцами и помещён в концентрационный лагерь Нацвейлер-Штрутгоф, где был уничтожен при отступлении немцев в 1944 году.
В его родном городе Бойле в честь его названа улица — бульвар Марселя Пуршье — и установлен памятник.